# Hlavní zkušební středisko zkoušek a správy kosmických prostředků G. S. Titova
Hlavní zkušební středisko zkoušek a správy kosmických prostředků (GICIU KS) (rusky Главный испытательный центр испытаний и управления космическими средствами (ГИЦИУ КС)) je důležitou složkou ruských kosmických vojsk. Sídlí ve městě Krasnoznamensk v Moskevské oblasti. Zabývá se řízením letů ruských družic vojenského a dvojího určení, je zodpovědné za provoz tří čtvrtin ruských družic.

## Počátky útvaru
Historie střediska začíná s usnesením Rady ministrů SSSR z 30. ledna 1956, kterým bylo rozhodnuto o založení velitelsko-měřícího komplexu (KIK) pro zabezpečení letů prvních družic. Výstavba střediska začala od 8. května 1959. V krátké době byla zřízena síť 12 velitelsko-měřících stanic (командно-измерительных пунктов (КИПов)) po celém Sovětském svazu jejichž práci řídilo koordinačně-výpočetní středisko při 4. vědeckovýzkumném institutu ministerstva obrany v Bolševu u Moskvy. Už 4. října 1959 odborníci komplexu sledovali let prvního Sputniku. Počínaje třetím Sputnikem byly lety družic nejen pozorovány, ale i řízeny, zprvu bylo řídící středisko umístěno v budově ministerstva obrany v Moskvě.
Po zahájení letů sond k Měsíci bylo pro řízení jejich letů zřízeno na Krymu u Jevpatorie postavena zvláštní spojová stanice nazvaná Středisko dálkového kosmického spojení. Jevpatorijské centrum později obsluhovalo všechny sovětské meziplanetární sondy a také všechny pilotované lety do roku 1969.
Jelikož pozemní stanice na sovětském území nemohly zabezpečit spojení s družicemi a loděmi po celou dobu obletu, byly postavena flotila lodí vybavených potřebnou spojovací technikou, a rozmístěna ve světových oceánech.

## V Krasnoznamensku
První roky byly lety družic řízeny koordinačně-výpočetním střediskem v Bolševu, střediskem na Krymu (na hoře Kyška), další střediska vznikla u Jevpatorie, u Simferopolu ale i ve Ščolkovu, v Moskvě na Komsomolském prospektu, na Bajkonuru. Roku 1964 tehdejší velitel KIK Andrej Karas prosadil vybudování ústředního velitelského bodu celé sítě. Pro nové středisko bylo vybráno místo jihozápadně od Moskvy nedaleko vesnice Sidorovskoje, v sousedství základny raketových vojsk (RVSN). Kolem střediska vyrostlo vojenské městečko Golicyno-2, dnes třicetitisícové město Krasnoznamensk. Výstavba centra trvala několik let, v přechodném období se personál centra rozmístil v prostorách dosud využívaných kolegy z RVSN. Přesun celého velení z Moskvy byl dovršen až roku 1973.
Začátkem 80. let byl Velitelsko-měřící komplex (KIK) přejmenován na „Hlavní vědeckovýzkumné zkušební středisko kosmických prostředků ministerstva obrany“ (GNIIC KS, Главный научно-исследовательский испытательный центр космических средств Министерства обороны (ГНИИЦ КС)), roku 1992 na „Hlavní zkušební středisko zkoušek a správy kosmických prostředků“ (GICIU KS). Prezidentským výnosem ze 14. srpna 2001 bylo Hlavnímu zkušebnímu středisku přidán čestný titul „G. S. Titova“.
Začátkem 90. let, po nástupu nekomunistické vlády, bylo financování střediska sníženo na jednu pětinu stavu roku 1989. I práce ubylo, počet družic na oběžné dráze se zmenšil jeden a půl krát.

## Práce střediska
K 21. lednu 2003 se středisko staralo o 77 družic a lodí z celkového počtu 97 objektů řízených ruskými středisky řízení letů. Roku 2007 zabezpečovalo řízení cca tří čtvrtin všech ruských družic. Denně uskutečňovalo cca 700 spojení (z nich 200 s družicemi systému GLONASS). Téhož roku ve středisku pracovalo na 1500 vojáků a důstojníků.

## Náčelníci střediska
- generálmajor Andrej Avksinťěvič Vitruk – 1957 – léto 1959
- generálmajor Andrej Grigorjevič Karas – léto 1959 – duben 1965
- generálmajor Ivan Ivanovič Spica – duben 1965 – konec 1971
- generálmajor Igor Děmjanovič Stacenko – konec 1971 – 1976
- generálmajor Nikolaj Pjodorovič Šlykov – 1976 – 1988
- generálporučík Viktor Nikolajevič Ivanov – 1988 – 1992
- generálporučík Anatolij Borisovič Zapadinskij – 1992 – 2002
- generálporučík N. P. Kolesnikov – 2002 – 2007
- generálmajor Alexandr Valentinovič Golovko – od dubna 2007